# クリント・フレイジャー
クリント・ジャクソン・フレイジャー（Clint Jackson Frazier, 1994年9月6日 - ）は、アメリカ合衆国ジョージア州ディケーター出身のプロ野球選手（外野手）。右投右打。アメリカ独立リーグ・アトランティックリーグのチャールストン・ダーティーバーズ所属。愛称はレッド・サンダー。2022年のみ登録名はジャクソン・フレイジャー。

## 経歴

### プロ入りとインディアンス傘下時代
2013年のMLBドラフト1巡目（全体5位）でクリーブランド・インディアンスから指名され、プロ入り。契約後、傘下のルーキー級アリゾナリーグ・インディアンスでプロデビューし、44試合に出場して打率.297・5本塁打・28打点・3盗塁の成績を残した。
2014年はA級レイクカウンティ・キャプテンズでプレーし、120試合に出場して打率.266・13本塁打・50打点・12盗塁の成績を残した。
2015年はA+級リンチバーグ・ヒルキャッツでプレーし、133試合に出場して打率.285・16本塁打・72打点・15盗塁の成績を残した。オフにはアリゾナ・フォールリーグに参加し、スコッツデール・スコーピオンズに所属した。
2016年はAA級アクロン・ラバーダックスとAAA級コロンバス・クリッパーズでプレー。7月にはオールスター・フューチャーズゲームにも選出された。

### ヤンキース時代
2016年7月31日にアンドリュー・ミラーとのトレードで、ベン・ヘラー、ジャスティス・シェフィールド、J.P.ファイアライゼンと共にニューヨーク・ヤンキースへ移籍した。移籍後は傘下のAAA級スクラントン・ウィルクスバリ・レイルライダースでプレーし、移籍前を含めて3球団合計で119試合に出場して打率.263・16本塁打・55打点・13盗塁の成績を残した。
2017年もAAA級スクラントン・ウィルクスバリで迎えたが、7月1日、先に昇格したダスティン・ファウラーの60日間の故障者リスト入りに伴い、メジャー契約を結んでアクティブ・ロースター入りした。当日のヒューストン・アストロズ戦で「9番・右翼手」で先発出場し、6回表の第2打席で二塁打を打ち、メジャー初安打、第3打席でメジャー初本塁打を放った。8月25日に前日の乱闘の件で罰金処分が科せられた。
2018年は開幕を脳震盪の影響で故障者リストで迎える。5月初旬に、AAA級スクラントン・ウィルクスバリに復帰する。5月15日にメジャーに昇格する。5月21日に、オプションでAAAに降格する。6月4日に、メジャーに昇格するも、翌日にオプションでAAAに降格した。6月18日に、シーズン3回目のメジャー昇格を果たす。6月22日にトロピカーナ・フィールドで行われたタンパベイ・レイズ戦で9回に代打で出場し、本塁打を打ち、チームの勝利を導くはずだった。しかし不運にも、ボールは球場のスピーカーに当たり、ポップフライになってしまった。翌日、AAAに降格した。7月8日に、アーロン・ヒックスの怪我のため、メジャーに再昇格した。9月5日に、アーロン・ブーン監督から、脳震盪の影響で残りのシーズンを全休することが発表された。
2021年オフの11月19日にDFAとなり、23日に自由契約となった。

### カブス時代
2021年12月1日にシカゴ・カブスと150万ドルの単年契約を結んだ。オプションとして最大100万ドルの出来高が含まれる。
2022年はカブスで19試合に出場したが、打率.216、0本塁打という成績に終わり、6月10日にDFAとなり、ウェイバー公示を経てマイナー契約でチームに残留した。AAA級アイオワ・カブスでも66試合に出て打率.190という低調な成績に終わり、再昇格の機会はなく、10月6日にFAとなった。なおオフはドミニカウィンターリーグ（LIDOM）に参加し、トロス・デル・エステでプレーしている。

### ホワイトソックス時代
2023年4月28日にシカゴ・ホワイトソックスとマイナー契約を結んだ。開幕はAAA級シャーロット・ナイツで迎えたが、16試合に出場して打率.375、7本塁打、13打点という好成績を記録し、5月21日にメジャーに昇格した。7月にマイナー降格するまで33試合に出場し、打率.197を記録した。オフの11月3日に40人枠を外れ、11月6日にFAとなった。

### 独立リーグ時代
2024年5月10日にアトランティックリーグのチャールストン・ダーティーバーズと契約した。

## プレースタイル
驚異的なバットスピードから生み出すパワーが最大の売りで、守備・足・肩も平均以上。課題は変化球に脆く、三振が多いこと。

## 詳細情報

### 年度別打撃成績
| 年 度    | 球 団    | 試 合 | 打 席 | 打 数 | 得 点 | 安 打 | 二 塁 打 | 三 塁 打 | 本 塁 打 | 塁 打 | 打 点 | 盗 塁 | 盗 塁 死 | 犠 打 | 犠 飛 | 四 球 | 敬 遠 | 死 球 | 三 振 | 併 殺 打 | 打 率 | 出 塁 率 | 長 打 率 | O P S |
| -------- | -------- | ----- | ----- | ----- | ----- | ----- | -------- | -------- | -------- | ----- | ----- | ----- | -------- | ----- | ----- | ----- | ----- | ----- | ----- | -------- | ----- | -------- | -------- | ----- |
| 2017     | NYY      | 39    | 142   | 134   | 16    | 31    | 9        | 4        | 4        | 60    | 17    | 1     | 0        | 0     | 1     | 7     | 0     | 0     | 43    | 2        | .231  | .268     | .448     | .715  |
| 2018     | NYY      | 15    | 41    | 34    | 9     | 9     | 3        | 0        | 0        | 12    | 1     | 0     | 0        | 0     | 0     | 5     | 0     | 2     | 13    | 3        | .265  | .390     | .353     | .743  |
| 2019     | NYY      | 69    | 246   | 225   | 31    | 60    | 14       | 0        | 12       | 110   | 38    | 1     | 2        | 0     | 3     | 16    | 1     | 2     | 70    | 2        | .267  | .317     | .489     | .806  |
| 2020     | NYY      | 39    | 160   | 131   | 24    | 35    | 6        | 1        | 8        | 67    | 26    | 3     | 0        | 0     | 1     | 25    | 0     | 3     | 44    | 5        | .267  | .394     | .511     | .905  |
| 2021     | NYY      | 66    | 218   | 183   | 20    | 34    | 9        | 0        | 5        | 58    | 15    | 2     | 0        | 0     | 0     | 32    | 0     | 3     | 65    | 8        | .186  | .317     | .317     | .634  |
| 2022     | CHC      | 19    | 45    | 37    | 4     | 8     | 3        | 0        | 0        | 11    | 1     | 1     | 0        | 0     | 0     | 7     | 0     | 1     | 11    | 1        | .216  | .356     | .297     | .653  |
| MLB：6年 | MLB：6年 | 247   | 852   | 744   | 104   | 177   | 44       | 5        | 29       | 318   | 98    | 8     | 2        | 0     | 5     | 92    | 1     | 11    | 246   | 21       | .238  | .329     | .427     | .756  |

- 2022年度シーズン終了時

### 年度別守備成績
| 年 度 | 球 団 | 左翼（LF） | 左翼（LF） | 左翼（LF） | 左翼（LF） | 左翼（LF） | 左翼（LF） | 中堅（CF） | 中堅（CF） | 中堅（CF） | 中堅（CF） | 中堅（CF） | 中堅（CF） | 右翼（RF） | 右翼（RF） | 右翼（RF） | 右翼（RF） | 右翼（RF） | 右翼（RF） |
| 年 度 | 球 団 | 試 合      | 刺 殺      | 補 殺      | 失 策      | 併 殺      | 守 備 率   | 試 合      | 刺 殺      | 補 殺      | 失 策      | 併 殺      | 守 備 率   | 試 合      | 刺 殺      | 補 殺      | 失 策      | 併 殺      | 守 備 率   |
| ----- | ----- | ---------- | ---------- | ---------- | ---------- | ---------- | ---------- | ---------- | ---------- | ---------- | ---------- | ---------- | ---------- | ---------- | ---------- | ---------- | ---------- | ---------- | ---------- |
| 2017  | NYY   | 30         | 36         | 0          | 1          | 0          | .973       | -          | -          | -          | -          | -          | -          | 7          | 14         | 0          | 1          | 0          | .933       |
| 2018  | NYY   | 9          | 14         | 0          | 0          | 0          | 1.000      | 1          | 1          | 0          | 0          | 0          | 1.000      | -          | -          | -          | -          | -          | -          |
| 2019  | NYY   | 17         | 22         | 1          | 0          | 0          | 1.000      | -          | -          | -          | -          | -          | -          | 36         | 49         | 5          | 3          | 1          | .947       |
| 2020  | NYY   | 8          | 11         | 0          | 0          | 0          | 1.000      | -          | -          | -          | -          | -          | -          | 28         | 51         | 1          | 1          | 0          | .981       |
| 2021  | NYY   | 37         | 43         | 0          | 0          | 0          | 1.000      | -          | -          | -          | -          | -          | -          | 33         | 39         | 1          | 1          | 0          | .976       |
| MLB   | MLB   | 101        | 126        | 1          | 1          | 0          | .992       | 1          | 1          | 0          | 0          | 0          | 1.000      | 104        | 153        | 7          | 6          | 1          | .964       |

- 2021年度シーズン終了時

### 記録
MLB
- オールスター・フューチャーズゲーム選出：1回（2016年）

### 背番号
- 30（2017年 - 2017年7月18日）
- 77（2017年7月19日 - 2022年6月9日）
- 15（2023年）